# Grand Rodéo
Grand Rodéo est la quatrième histoire de la série Lucky Luke écrite et dessinée par Morris. Elle est publiée pour la première fois en 1948 du no 528 au no 545 du journal Spirou, puis est publiée dans l'album Rodéo en 1951.

## Synopsis
Lucky Luke arrive à Navajo City où se prépare un rodéo. C'est dans le saloon de l'endroit qu'il rencontre Cactus Kid, un dur à cuire qui s'en prend à lui mais Luke sait se défendre. Le rodéo a lieu le lendemain. Les deux concurrents les plus coriaces sont Lucky Luke et Cactus Kid mais celui-ci tente de le gagner en sabotant le lasso de Luke puis en tentant de couper la sangle de sa selle. Cette fois, Lucky Luke le prend sur le fait et lui flanque une râclée. C'est Luke qui remporte le rodéo mais Cactus Kid se venge en s'emparant de la recette de la fête. Le shérif et plusieurs hommes se lancent à sa poursuite mais c'est Lucky Luke qui réussit à le capturer.

## Personnages
- Lucky Luke
- Cactus Kid : dur à cuire, il est le principal adversaire de Lucky Luke lors du rodéo.
- le « Galeux » : complice de Cactus Kid.
- le shérif de Navajo City
- Long Joe, Big Bill et Cigarette John : participants au rodéo (seulement nommés, n'apparaissent pas)

## Publication

### Revues
L'histoire est parue dans le journal Spirou, du no 528 (27 mai 1948) au no 545 (23 septembre 1948).